# Mavanoor, Alur
Mavanoor là một làng thuộc tehsil Alur, huyện Hassan, bang Karnataka, Ấn Độ.